# Nowe Rzepki
Nowe Rzepki – wieś w Polsce położona w województwie podlaskim, w powiecie wysokomazowieckim, w gminie Nowe Piekuty.
W latach 1975–1998 miejscowość administracyjnie należała do województwa łomżyńskiego.
Wierni kościoła rzymskokatolickiego należą do parafii św. Kazimierza w Nowych Piekutach.

## Historia wsi
W drugiej połowie XVI wieku notowany mieszkający tu rycerz zwący się Rzepny.
Według danych z herbarza hrabiego Uruskiego Rzepka vel Rzepny mieli przydomek Piszkowski i mieszkali na Podlasiu i Mazowszu. Wymienia się kilkunastu rycerzy z tego rodu, żyjących od XVI do XVIII w. Jeden z nich podpisał się pod elekcją w 1733 roku. Wojciecha Rzepnego wzmiankuje się w roku 1677 w wywodzie szlachectwa Żochowskich herbu Brodzic.
W I Rzeczypospolitej Rzepki należały do ziemi bielskiej.
W roku 1827 Rzepki Stare liczyły 26 domów i 152 mieszkańców, Rzepki Nowe 7 domów i 70 mieszkańców.
Pod koniec XIX w. Rzepki wsie drobnoszlacheckie w powiecie mazowieckim, gmina i parafia Piekuty.
Dane z 1891 r. informują, że w Rzepkach Nowych i Starych istniało w sumie 12 gospodarstw na 107 ha ziemi. Przeciętnie gospodarstwo miało prawie 9 ha powierzchni.
Spis powszechny z roku 1921 wymienia tylko jedną wieś – Rzepki Nowe, liczącą 16 domów i 102 mieszkańców (w tym 4 prawosławnych).
W 2006 r. we wsi było 15 domów oraz 89 mieszkańców.